# Morgane Edvige
Morgane Edvige (sinh ngày 24 tháng 4 năm 1996) là người mẫu Pháp và chủ nhân cuộc thi sắc đẹp, là Á hậu 1 tại Hoa hậu Pháp 2016  và đại diện cho Pháp tại Hoa hậu Thế giới 2016 tại Hoa Kỳ vào top 20.

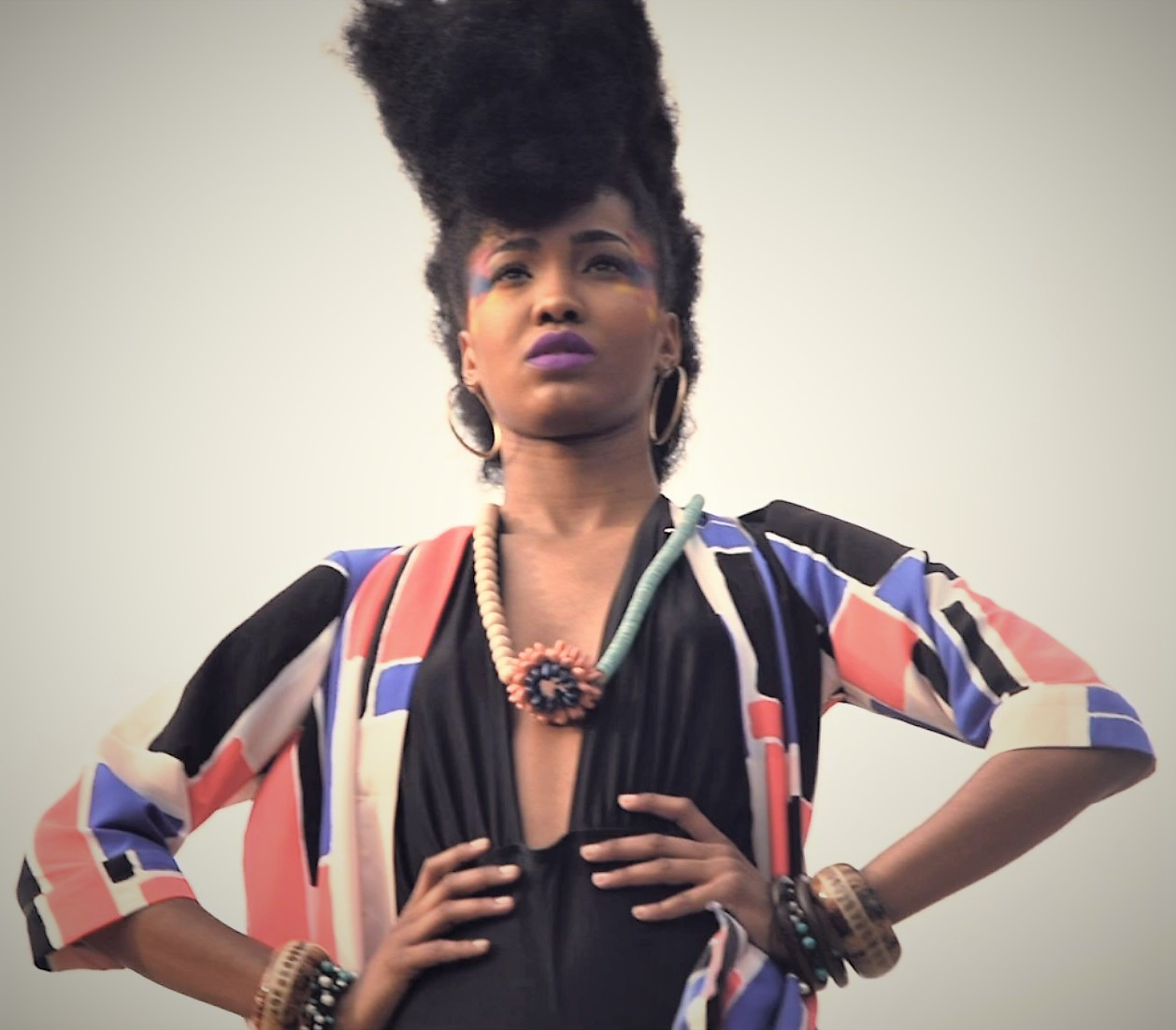
Morgane Edvige at Sainte-Marie

## Cuộc sống cá nhân
Morgane làm việc người mẫu ở Pháp.

## Cuộc thi sắc đẹp

### Hoa hậu Pháp 2016
Vào ngày 25 tháng 9 năm 2015, cô tiếp tục đăng quang Hoa hậu Martinique 2015 tại Fort-de-France và nhận quyền đại diện cho Martinique tại Hoa hậu Pháp 2016. Vào ngày 19 tháng 12 năm 2015, cô dự thi Hoa hậu Martinique tại Hoa hậu Pháp 2016, nơi cô đã giành giải Á hậu 1. Người chiến thắng, Iris Mittenaere đã đăng quang Hoa hậu Hoàn vũ 2016.

### Hoa hậu Thế giới 2016
Morgane đại diện cho Pháp tại Miss World 2016 tại Washington, DC, nơi cô được xếp vào Top 20. Cô lọt vào Top 5 trong cuộc thi Người mẫu hàng đầu.